# 반룡
반룡(盤龍，pelycosaurs 펠리코사우루스[*])은 단궁류에 딸린 반룡목(盤龍目, Pelycosauria 펠리코사우리아[*])에 속하는 종류들을 통틀어 말한다. 후기 고생대에 번성했다. 몇몇 종은 상당히 몸집이 컸고 3미터 이상 자랄 수 있었지만 거의 대부분의 종은 꽤 몸집이 작았다.

## 같이 보기
- 포유류의 진화